# Државно правобранилаштво Италије
Државно правобранилаштво Италије, односно, дословно преведено - Државна адвокатура (итал. Avvocatura dello Stato) је државни орган који врши Функцију државног правобранилаштва у Републици Италији. Ради се о добро уређеном и самосталном државном органу који обавља целину послова правобранилачке функције у тој земљи, и који има дугу традицију.

## Настанак институције
Постојећа државноправобранилачка организација у Италији има непосредан извор у институцији образованој 1777. године у Великом војводству Тоскани, Краљевском адвокату (итал. Avvocato Regio). Задатак те институције био је да обезбеди правно заступање државе пред судом. Након уједињења италијанских држава, односно стварања Краљевине Италије, врло брзо, већ 1876. године, по узору на Краљевску адвокатуру Тоскане, формирано је државно правобранилаштво при Министарству финансија те нове државе, под називом Адвокатура државне благајне (итал. Avvocatura erariale), које је заступало државу као субјекта приватног права.

## Положај
Данашњи облик и назив Државно правобранилаштво Италије добило је законом из 1933. године, делимично измењеним 1979. године. Осим промењеног назива, Државно правобранилаштво је, за разлику од Адвокатуре државне благајне, организовано као самосталан државни орган, непосредно потчињен председнику италијанске Владе, са знатно ширим надлежностима и боље уређеном организацијом. Проширењем надлежности Државног правобранилаштва на заступање већег броја субјеката и њеним издизањем на виши ниво у хијерархији државне власти створен је систем који обезбеђује јединствену политику правне заштите општег интереса државе, за разлику од ранијег уређења, где се примарно водило рачуна о парцијалним интересима појединих државних органа.
Државно правобранилаштво је део администрације председника Владе, али оно није део јавне управе, иако заступа интересе јавне управе и има увид у њене потребе кроз заступничке и саветодавне активности. Државни правобраниоци су потпуно независни од органа чије интересе заступају, односно са њима нису у било каквој хијерархијској вези. У случају неслагања између органа јавне власти и државног правобраниоца о питањима значајним за конкретан поступак, коначан став заузима одговарајући министар, иако у пракси органи јавне власти по правилу прихватају савете и ставове државних правобранилаца.

## Надлежности
Надлежности Државног правобранилаштва су следеће:
- Заступа ex lege пред грађанским и управним судовима у Републици Италији државу, све државне органе, укључујући и оне са независним статусом, те аутономне покрајине (регионе) који по Уставу имају посебан статус;
- Заступа по пуномоћју пред грађанским и управним судовима у Републици Италији аутономне покрајине (регионе) са обичним статусом, недржавне носиоце јавних овлашћења и јавне установе које се финансирају, односно које су под контролом или под заштитом државе;
- Заступа Републику Италију пред страним и међународним судовима (Међународни суд правде, Европски суд за људска права и други међународни судови), као и пред наднационалним судским институцијама Европске уније;
- Заступа државу у домаћим и међународним арбитражама;
- Заступа државу и јавни интерес у поступцима пред Уставним судом Републике Италије поводом оцене уставности и законитости општих правних аката и поводом сукоба надлежности између државе и аутономних покрајина;
- Заступа пред кривичним судом државу као оштећеног кривичним делом (остваривање имовинскоправног захтева);
- Даје правна мишљења државним органима, по својој иницијативи, када указује на потребу промене одређених прописа или на могућности вансудског разрешења спора, односно на захтев државних органа, када затраже тумачење прописа, правни савет у вези са закључењем одређеног правног посла или правни савет у погледу начина разрешења одређеног спора. Законом је одређено у којим случајевима државни органи морају обавезно затражити правно мишљење Државне адвокатуре;
- Изузетно, поступа као бранилац окривљеног у кривичном поступку – када се ради о јавном службенику који је оптужен за кривично дело извршено током вршења јавне функције или службе;
- Изузетно, државни правобранилац може бити именован за арбитра у неким врстама арбитражних поступака (углавном када се ради о споровима поводом јавних радова).

## Организација
Државно правобранилаштво се састоји из неколико организационих јединица: Главног државног правобранилаштва, окружних државних правобранилаштава, Саветодавног комитета, Савета државних правобранилаца и млађих државних правобранилаца, Административног савета и административних канцеларија.
Главна државна адвокатура у Риму (итал. Avvocatura generale) је седиште главног државног правобраниоца и свих административних канцеларија и савета Државног правобранилаштва. У Главном државном правобранилаштву се обављају послови из надлежности Државног правобранилаштва пред највишим италијанским судским инстанцама које имају седиште у Риму, као и пред страним и међународним судовима. Такође, у Главном државном правобранилаштву се предузимају и сви други послови из надлежности Државног правобранилаштвима пред судовима и другим надлежним органима на подручју Апелационог суда у Риму.
Окружна државна правобранилаштва (итал. Avvocature distrettuali) предузимају послове из надлежности Државног правобранилаштва пред судовима и другим надлежним органима на подручјима других апелационих судова. За подручје сваког апелационог суда у Републици Италији, осим за подручје Апелационог суда у Риму, образовано је једно окружно државно правобранилаштво, односно укупно 25.
Државним правобранилаштвом и Главним државним правобранилаштвом руководи главни државни правобранилац (итал. Avvocato Generale), кога именује председник Републике, на предлог председника Владе, уз претходну сагласност Владе. Главни државни правобранилац изражава јединство Државног правобранилаштва, организује његов рад, стара се о решавању сукоба надлежности између окружних државних правобранилаштава и о уједначавању поступања, те подноси извештаја о раду Државног правобранилаштва председнику Владе. У обављању послова, главном државном правобраниоцу помажу први заменик главног државног правобраниоца (итал. Avvocato Generale Aggiunto) и заменици главног државног правобраниоца (итал. Vice Avvocatо Generalе).
Окружним државним правобранилаштвима руководе окружни државни правобраниоци (итал. Avvocato Distrettuale).
Послове из надлежности Државног правобранилаштва у Главном државном правобранилаштву и окружним државним правобранилаштвима обављају две врсте носилаца правобранилачке функције: државни правобраниоци (итал. Avvocati dello Stato) и млађи државни правобраниоци, односно, дословно преведено, државни заступници (итал. Procuratori dello Stato). Државна адвокатура има око 370 носилаца правобранилачке функције, од чега око 300 државних правобранилаца и око 70 млађих државних правобранилаца.
Млађи државни правобраниоци бирају се на јавном конкурсу. Конкурс за избор млађих државних правобранилаца објављује главни државни правобранилац, а конкурс спроводи комисија у поступку који се састоји у полагању три писана теста и једног усменог испита. Избор кандидата врши се на основу броја бодова освојених на тестирањима и испиту. Млађи државни правобранилац након осам година рада на том положају може бити премештен на положај државног правобраниоца без посебног конкурса. Међутим, већ након две године рада на положају, млађи државни правобранилац стиче право да учествује на конкурсу за избор државних правобранилаца.
Државни правобраниоци се такође бирају на јавном конкурсу, на којем могу да учествују, осим млађих државних првобранилаца са две године рада на положају, и правосудни функционери, одређени државни службеници вишег ранга, универзитетски професори и приватни адвокати, уз додатне услове у погледу одговарајућег искуства и потребног радног стажа. И овај конкурс спроводи комисија у поступку који се састоји у полагању четири писана теста и два усмена испита. Избор кандидата се такође врши на основу броја бодова освојених на тестирањима и испитима.
Савет државних правобранилаца и млађих државних правобранилаца (итал. Consiglio degli Avvocati e Procuratori) је независно тело посредством кога је обезбеђена самосталност Државног правобранилаштва. Савет се састоји од девет чланова, пет по положају (главни државни правобранилац, два заменика главног државног правобраниоца и два окружна државна правобраниоца, најстарији по редоследу избора на функцију) и три државна правобраниоца и једног млађег државног правобраниоца изабраних на општој седници свих државних правобранилаца и млађих државних правобранилаца. Савет је надлежан да: врши избор, распоређивање и премештање носилаца правобранилачке функције, бира заменике главног државног правобраниоца и окружне државне правобраниоце, бира чланове Саветодавног комитета, води дисциплински поступак против носилаца правобранилачке функције, одлучује о њиховим правима из радног односа и обавља друге послове одређене законом.
У оквиру Државног правобранилаштва делује и Саветодавни комитет (итал. Comitato consultivo), тело надлежно да на захтев главног државног правобраниоца разматра најсложенија правна питања ради давања правних мишљења.
Државно правобранилаштво опслужује и око 900 чланова особља, распоређених у неколико административних канцеларија, са генералним секретаром који помаже главном државном правобраниоцу у руковођењу административним пословима.